# Pseudoneureclipsis mot
Pseudoneureclipsis mot är en nattsländeart som beskrevs av Malicky 1995. Pseudoneureclipsis mot ingår i släktet Pseudoneureclipsis och familjen fångstnätnattsländor. Inga underarter finns listade i Catalogue of Life.